# Hägersten (postort)

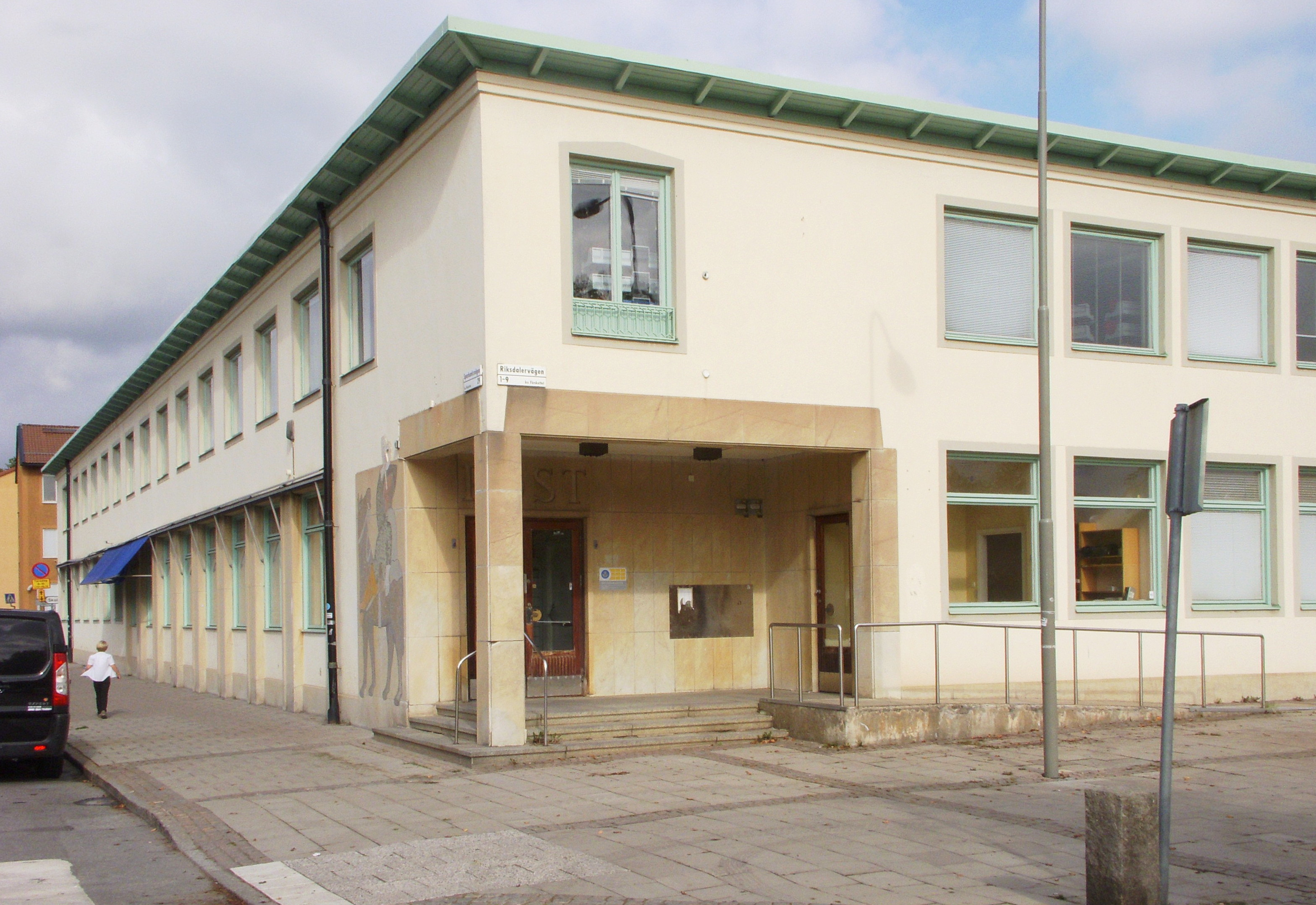
Hägerstensåsens postkontor från 1951.

Hägersten är en postort i Söderort inom Stockholms kommun. Den omfattar ett område i västra delen av Söderort, men sammanfaller inte fullständigt, varken med stadsdelen Hägersten, det tidigare stadsdelsområdet Hägersten eller med Hägerstens församling. Postnumren ligger i serierna 126 XX (Midsommarkransen, Västberga, Aspudden och Solberga) och 129 XX (Hägersten, Mälarhöjden, Fruängen, Västertorp och Hägerstensåsen).
Postorten inrättades med egen postadress 1938, men omfattade då ett mindre område. Den utvidgades år 1950 då de områden som tidigare haft postadresserna Aspudden, Midsommarkransen och Mälarhöjden samt delar av Älvsjö tillfördes.  1964 avskiljdes Skärholmen som egen postort. Det har inom området funnits totalt 10 postkontor, numrerade Hägersten 1 - Hägersten 10. I dag ligger brevbärarkontoret i Hägerstensåsens postkontor vid Sparbanksvägen uppe på Hägerstensåsen. Dessutom finns ett företagscenter på Västberga allé i Västberga industriområde.